# Saint-Pabu

Saint-Pabu este o comună în departamentul Finistère, Franța. În 1 ianuarie 2022 avea o populație de 2.078 de locuitori.